# Liesel Matthews
Liesel Matthews (Chicago, 14 de março de 1984) é uma ex-artista-mirim norte-americana e herdeira da fortuna dos Hotéis Hyatt. 
Ela é mais conhecida por ter estrelado como Sara Crewe no filme A Princesinha, uma adaptação de 1995 do clássico de Frances Hodgson Burnett. 

## Vida pessoal

### Família e educação
Liesel Anne Pritzker nasceu na família Pritzker, uma das famílias mais ricas dos Estados Unidos da América. É filha do empresário Robert Pritzker e de sua segunda esposa Irene, que se divorciaram em 1989; posteriormente, sua mãe casou-se com o advogado James Bagley. Ela e seu irmão Matthew Pritzker (n. 1982) cresceram em Kenilworth, perto do Lago Michigan, ao lado da mãe e do padrasto.
Liesel é neta do financista e industrial Abram Nicholas Pritzker, falecido em 1986, e sobrinha de Jay Pritzker, fundador da cadeia de Hotéis Hyatt. 
Matthews graduou-se pela New Trier High School, uma escola pública fora de Chicago, e entrou para a Universidade Columbia.

### Processo
Em 2002, aos dezesseis anos, Liesel processou seu pai Robert e outros parentes acusando-os de terem desviado 1 bilhão de dólares em fundos de ações em seu nome no exterior. Eles eram administrados por membros da família desde a menoridade de Liesel. O dinheiro foi transferido para outros fundos dos Pritzker; porém, ela e seu irmão, que se juntou ao processo judicial alguns meses depois, alegaram que a transferência fazia parte de um "plano secreto" para dividir a fortuna entre Robert, seus três filhos do primeiro casamento (meios-irmãos de Liesel) e seus sobrinhos.
Os irmãos exigiram uma explicação para as movimentações de dinheiro e uma indenização de 6 bilhões de dólares. Robert defendeu-se alegando que o procedimento não era ilegal e que fora feito apenas para proteger o patrimônio familiar. 
No começo de 2005, a fortuna da família foi dividida de onze maneiras diferentes, o que fez com que mais dez Pritzker se juntassem à lista Forbes 400 (o maior número de pessoas da mesma família), que cataloga os 400 norte-americanos mais ricos do mundo. Contudo, Liesel e seu irmão Matthew não estão na lista, tendo recebido cada um cerca de 500 milhões.

## Carreira
Liesel usou o nome artístico Liesel Matthews para homenagear seu irmão Matthew e para evitar que seus pais divorciados discutissem a incorporação do sobrenome do padrasto dela (Bagley).
Seu primeiro trabalho profissional como atriz foi uma produção de To Kill a Mockingbird (O Sol é para Todos), em Chicago. Foi nessa ocasião que um caça talentos a descobriu e a convidou para ir a Los Angeles, onde Liesel ganhou o papel de Sara Crewe no filme do diretor Alfonso Cuarón.
Em 1995, atuou como a pequena Sara, em A Little Princess.
Em 1997, Liesel atuou como Alice Marshall em Air Force One (Força Aérea Um), a filha do presidente James Marshall, interpretado por Harrison Ford.
Seu último filme foi Blast, de 2000, no papel de Jessie "Ears".